# Astragalus davidii
Astragalus davidii es una especie de planta del género Astragalus, de la familia de las leguminosas, orden Fabales.

## Distribución
Astragalus davidii se distribuye por China (Sichuan).

## Taxonomía
Fue descrita científicamente por Franch. Fue publicada en Nouv. Arch. Mus. Hist. Nat., sér. 2, 8: 214 (1886).